# Zarządca infrastruktury kolejowej
Zarządca infrastruktury kolejowej – podmiot odpowiedzialny za zarządzanie infrastrukturą kolejową, jej eksploatację, utrzymanie i rozwój. Zarządca infrastruktury tworzy bocznice i linie kolejowe, oraz zarządza nimi. W Polsce największym zarządcą infrastruktury jest PKP Polskie Linie kolejowe, które zatrudnia 96,2% ogółu pracowników zarządców infrastruktury.
W przypadku budowy nowej infrastruktury jest to podmiot, który przystąpił do jej budowy w charakterze inwestora. Zarządcą infrastruktury może być zarówno właściciel, dzierżawca bądź najemca elementów infrastruktury kolejowej. Użytkownik bocznicy kolejowej to szczególny przypadek zarządcy infrastruktury kolejowej. Przedsiębiorstwo lub podmiot: który jest zarządcą infrastruktury kolejowej oraz przewoźnikiem kolejowym, lub w strukturze organizacyjnej większego podmiotu gospodarczego znajduje się zarządca infrastruktury oraz przewoźnik wykonujący na jego sieci przewozy kolejowe, nazywamy przedsiębiorstwem zintegrowanym pionowo.

## Zadania zarządcy infrastruktury
Zarządzanie infrastrukturą kolejową polega na:
- budowie i utrzymaniu infrastruktury kolejowej;
- prowadzeniu ruchu pociągów na liniach kolejowych;
- utrzymywaniu infrastruktury kolejowej w stanie zapewniającym bezpieczne prowadzenie ruchu kolejowego;
- udostępnianiu tras pociągów dla przejazdu pociągów na liniach kolejowych i świadczeniu usług z tym związanych;
- zarządzaniu nieruchomościami wchodzącymi w skład infrastruktury kolejowej[6].

Zarządca prowadzi rejestr infrastruktury zgodnie z art. 25g ust. 1 ustawy o transporcie kolejowym obejmujący zarządzaną przez niego infrastrukturę kolejową wchodzącą w skład systemu kolei, zawierający informacje dotyczące każdego podsystemu lub jego części, zgodnie z przyjętymi TSI.
Przewoźnicy kolejowi są uprawnieni do minimalnego dostępu do infrastruktury kolejowej oraz dostępu na sieci kolejowej do urządzeń związanych z obsługą pociągów, a także do zapewnienia tej obsługi zgodnie z art. 29 ust. 1a ustawy o transporcie kolejowym . Możliwe jest wyłączenie spod obowiązku rozdziału przy jednoczesnym zwolnieniu z obowiązku udostępniania
Zarządca opracowuje regulamin dostępu do sieci po przeprowadzeniu konsultacji z przewoźnikami, uwzględniając wskazane w paragrafie wymogi.
Zarządca tworzy cennik, który podlega akceptacji przez Urząd Transportu Kolejowego.

## Forma prawna
Zarządca może być agencją rządową (która została w Polsce zastąpiona instytucją agencji wykonawczej) utworzoną na podstawie odrębnej ustawy lub rozporządzenia, kontrolowaną przez właściwe ministerstwo, lecz najczęściej odrębnej organizacyjnie. W takim modelu budżet agencji jest skorelowany z budżetem państwa w ten sposób, że nadwyżka z działalności musi być przekazywana do budżetu (tzw. budżetowanie netto).
Z drugiej strony zarządzanie można zorganizować w formie spółki, która charakteryzuje się większą autonomią zarządzania, lecz w tym przypadku wiele decyzji także wymaga zatwierdzenia przez właściwego ministra. W tym wypadku rząd decyduje o strategii spółki oraz o poziomie inwestycji, jednocześnie gwarantując wymaganymi dotacjami dostarczanie nieekonomicznych społecznych usług. Istnieją też sytuacje pośrednie, w których występują mieszane formy współpracy publiczno-publicznej, a także publiczno-prywatnej. Przykładowo usługi kolejowe mogą być zapewnione poprzez umowę z prywatnym przedsiębiorstwem, gdzie, zachowując pełną własność, rząd zleca zadania, np. utrzymanie infrastruktury, podmiotowi prywatnemu. Przykładem takiej umowy jest umowa o zarządzanie, czy też koncesja na usługi lub dzierżawa. Wreszcie, można także spotkać partycypację w formie wspólnego przedsięwzięcia będącego w większym stopniu ingerencją prywatną w zarządzanie publicznym mieniem. Rozwiązaniem ostatecznym jest prywatyzacja zarządzania infrastrukturą.
W pozostałym zakresie spotykane są różne formy prawne. Szwajcarski zarządca/przewoźnik CFF/SBB jest spółką akcyjną, podobnie DB Netz AG, ÖBB-Infrastruktur oraz węgierski MAV. RFF ma status tzw. EPIC (Établissement public à caractère industriel et commercial), czyli jest instytucją sui genesis (de facto agencją rządową), której działalność ograniczona jest tylko do wyznaczonych prawem działań, ma autonomiczny budżet wydzielony z budżetu centralnego, a jej działania kontrolowane są przez komisarzy rządowych oraz Cour des comptes (Trybunał Obrachunkowy). Model skandynawski, holenderski i czeski jest podobny do francuskiego – szwedzki Trafikverket jest agencją rządową, podobnie jak holenderski Prorail, czeski SZDC oraz fińska agencja transportowa (FTA). W Szwecji postawiono na wspólne zarządzanie różnymi modelami transportu przez jedną agencję. Brytyjski Network Rail jest specyficzną spółką z o.o. ograniczoną przez gwaranta (państwo) o charakterze „not for dividend” (forma charakterystyczna dla organizacji non-profit wg Companies Act 2006).